# (73793) 1995 FK1
(73793) 1995 FK1 – planetoida z pasa głównego asteroid okrążająca Słońce w ciągu 5,44 lat w średniej odległości 3,09 j.a. Odkryta 23 marca 1995 roku.